# Corydalis farreri
Corydalis farreri är en vallmoväxtart som beskrevs av M. Liden. Corydalis farreri ingår i släktet nunneörter, och familjen vallmoväxter. Inga underarter finns listade i Catalogue of Life.